# Список глав государств в 987 году
Список глав государств в 986 году — 987 год — Список глав государств в 988 году — Список глав государств по годам

## Азия
- Аббасидский халифат — Абу Бакр ат-Таи, халиф (974 — 991)
  -  Хамданиды — Саад ад-Даула, эмир (Алеппо) (967 — 991)
- Абхазское царство — Баграт III, царь (978 — 1008)
- Армения —
  - Анийское царство — Смбат II, царь (977 — 989)
  - Васпураканское царство — Гурген-Хачик, царь (983 — 1003)
  - Карсское царство — Аббас, царь (984 — 1029)
  - Сюникское царство — Смбат I Саакян, царь (987 — 998)
  - Ташир-Дзорагетское царство — Гурген I (Кюрике), царь (978 — 989)
- Ветали[англ.] — Пе Пью, царь (964 — 994)
- Газневидское государство — Себук-Тегин, эмир (977 — 997)
- Грузия —
  - Кахетия — Давид, князь (976 — 1010)
  - Тао-Кларджети — Баграт II Регвени, царь (958 — 994)
    - Давид III, куропалат (Тао)[англ.] (966 — ок. 1000)
    - Сумбат II, эристави (Кларджети)[англ.] (943 — 988)

  - Тбилисский эмират — Али бен  Джаффар, эмир (981 — 1032)
- Дайковьет — Ле Дай Хань, император (980 — 1005)
- Дали — Дуань Суин, король (985 — 1009)
- Индия —
  - Венги (Восточные Чалукья) — Джата Чода Бхима, махараджа (973 — 999)
  - Гурджара-Пратихара — Раджапала, махараджа (960 — 1018)
  - Западные Ганги — Рашамалла V, махараджа (986 — 999)
  - Западные Чалукья[англ.] — Тайлапа II, махараджа (973 — 997)
  - Камарупа — Индра Пала, махараджадхираджа[англ.] (960 — 990)
  - Качари — Прасанто, царь (925 — 1010)
  - Кашмир — Дидда, царица (980 — 1003)
  - Пала — Виграхапала II, царь (960 — 988)
  - Парамара[англ.] — Вакпатираджа II, махараджа (974 — 995)
  - Харикела (династия Чандра) — Кальяначандра, махараджадхираджа[англ.] (ок. 975 — ок. 1000)
  - Чола — Раджараджа Чола I Великий, махараджа (985 — 1014)
  - Ядавы (Сеунадеша) — Бхиллама II, махараджа (985 — 1005)
- Индонезия —
  - Матарам (Меданг) — Шри Макутавансаварддана, шри-махараджа[англ.] (985 — 990)
  - Сунда — Прабу Ягири Ракеян, король (973 — 989)
  - Шривиджая — Шри Удаядитиаварман, шри-махараджа[индон.] (ок. 960 — ок. 988)
- Иран —
  -  Буиды — Фахр ад-Даула, шаханшах (983 — 997)
    - Джибал — Фахр ад-Даула, эмир (983 — 997)
    - Керман — Самсам ад-Даула, эмир (983 — 999)
    - Фарс — Шараф ад-Даула, эмир (983 — 990)

  -  Раввадиды — Абульхидж Мухаммад, эмир (961 — 988)
  -  Саманиды — Нух II, эмир (976 — 997)
  -  Саффариды — Абу Ахмад Халаф ибн-Ахмад, эмир (963 — 1003)
  -  Табаристан (Баванди) — Шахрияр III, испахбад (985 — 1005)
- Йемен —
  -  Зийядиды — Абдалла ибн Исхак, эмир (981 — ок. 1012)
  - Яфуриды — Абдаллах ибн Кахтан ибн Мухаммад II, имам (963 — 997)
- Караханидское государство —
  - Али Арслан-хан, хан (970 — 998)
  - Харун Бугра-хан, хан (970 — 992)
- Китай (Империя Сун) — Тай-цзун (Чжао Куанъи), император (976 — 997)
- Кхмерская империя (Камбуджадеша) — Джаяварман V, император (968 — 1001)
- Корея (Корё)  — Сонджон, ван (981 — 997)
- Ляо — Шэн-цзун, император (982 — 1031)
- Паган — Наун-у Сорэхан, король (956 — 1001)
- Раджарата (Анурадхапура) — Махинда IV, король (975 — 991)
- Тямпа — Лыу Ке Тонг, князь (ок.986 — ок. 989)
- Шеддадиды (Гянджинский эмират) — Фадл I ибн Мухаммад, эмир (985 — 1031)
- Ширван — Мухаммед IV ибн Ахмад, ширваншах (981 — 991)
- Япония — Итидзё, император (986 — 1011)

## Африка
- Гао — Нин Тафай, дья (ок. 970 — ок. 990)
- Зириды — Аль-Мансур ибн Юсуф, эмир (984 — 995)
- Канем — Хайома, маи (961 — 1019)
- Килва — Али ибн аль-Хассан Ширази, султан (ок. 957 — ок. 996)
- Макурия — Симеон, царь (ок. 980 — ок. 999)
- Фатимидский халифат — аль-Азиз Биллах, халиф (975 — 996)
- Эфиопия — Иан Сеюм, император (959 — 999)

## Европа
- Англия — Этельред II Неразумный, король (978—1013, 1014—1016)
- Болгарское царство — Роман II, царь (977—997)
- Бургундское королевство (Арелат) — Конрад I Тихий, король (937—993)
  - Прованс —
    - Ротбальд II, граф (ок. 966 — 993)
    - Гильом I, граф (ок. 966 — 993)
- Венгрия — Геза, князь (надьфейеделем) (972—997)
- Венецианская республика — Трибуно Меммо, дож (979—991)
- Византийская империя — Василий II Болгаробойца, император (963, 976—1025)
- Волжская Булгария — Абд ар-Рахман ибн Мумин, хан (ок. 980 — ок. 1006)
- Гасконь — Гильом II Санше, герцог (961—996)
  - Арманьяк — Бернар I Ле Луш, граф (ок. 960 — ок. 995)
  - Фезансак — Бернар I Одон, граф (ок. 985 — ок. 1020)
- Дания — Свен I Вилобородый, король (986/987—1014)
- Дербентский эмират — Маймун I ибн Ахмад, эмир (976—997)
- Дукля — Петрислав Хвалимирович, жупан (971—990)
- Западно-Франкское королевство —
  - Людовик V Ленивый, король (986—987)
  - Гуго Капет, король (987—996)
  - Аквитания — Гильом IV Железнорукий, герцог (963—995)
  - Ампурьяс — Госфред I, граф (931—991)
  - Ангулем — Арно II Манцер, граф (975—988)
  - Анжу —
    - Жоффруа I Гризегонель, граф (958—987)
    - Фульк III Нерра, граф (987—1040)

  - Барселона — Боррель II, граф (947—992)
  - Блуа — Эд I, граф (975—995)
  - Бесалу — Олиба Кабрета, граф (984—988)
  - Бретань — Гюереш, герцог (981—988)
  - Булонь — Арнульф III, граф (971—990)
  - Бургундия — Эд Генрих Великий, герцог (965—1002)
  - Бургундия (графство) — Отто Гильом, граф (982—1026)
  - Вермандуа —
    - Альберт I Благочестивый, граф (946—987)
    - Герберт III, граф (987 — ок. 1000)

  - Готия —
    - Раймунд III, граф Руэрга, маркиз (ок. 961 — 1008)
    - Гильом III Тайлефер, маркиз (ок. 978 — 1037)

  - Каркассон — Роже I, граф (ок. 957 — ок. 1012)
  - Конфлан и Серданья — Олиба Кабрета, граф (984—988)
  - Макон — Отто Гильом, граф (982—1002)
  - Мо и Труа — Герберт II де Вермандуа, граф (966—995)
  - Мэн — Гуго II, граф (ок. 940 — 980/992)
  - Нант — Гюереш, граф (981—988)
  - Невер — Отто Гильом, граф (978—989)
  - Нейстрийская марка —
    - Гуго Капет, маркиз (956—987)
    - в 987 году упразднена

  - Нормандия — Ричард I Бесстрашный, герцог (942—996)
  - Пальярс —
    - Рамон II, граф (948 — ок. 995)
    - Боррель I, граф (948 — ок. 994)
    - Суньер I, граф (948 — ок. 1010)

  - Париж —
    - Гуго Капет, граф (956—987)
    - в 987 году вошел в состав королевского домена

  - Ренн — Конан I Кривой, граф (970—992)
  - Рибагорса — Арнау I, граф (980/981 — ок. 990)
  - Руссильон — Госфред I, граф (931—991)
  - Руэрг — Раймунд III, граф (ок. 961 — 1008)
  - Тулуза — Гильом III Тайлефер, граф (ок. 978—1037)
  - Фландрия —
    - Арнульф II, граф (965—987)
    - Бодуэн IV Бородатый, граф (987—1035)

  - Шалон — Гуго I, граф (979—1039)
- Ирландия — Маэлсехнайлл мак Домнайлл, верховный король (980—1002, 1014—1022)
  - Айлех — Фергал мак Домнайлл мак Конайнг, король (980—989)
  - Дублин — Глуниарайн, король (980—989)
  - Коннахт — Катал V мак Конхобар, король (973—1010)
  - Лейнстер — Доннхад I, король (984—1003)
  - Миде — Маэлсехнайлл мак Домнайлл, король (976—1022)
  - Мунстер — Бриан Бору, король (978—1014)
  - Ольстер — Эохайд мак Ардгайл, король (972—1004)
- Испания —
  - Вигера — Санчо Рамирес, король (981—1002)
  - Кастилия — Гарсия Фернандес, граф (970—995)
  - Кордовский халифат — Хишам II, халиф (976—1009, 1010—1013)
  - Леон — Бермудо II Подагрик, король (984—999)
  - Наварра — Санчо II Абарка, король (970—994)
- Италия —
  - Амальфи — Мансо I, герцог (966—1004)
  - Беневенто — Пандульф II Старый, князь (981—1014)
  - Гаэта — Иоанн III, герцог (984—1008)
  - Капуя — Ланденульф II, князь (982—993)
  - Неаполь — Марин II, герцог (968—992)
  - Салерно — Иоанн II, князь (983—994)
- Киевская Русь (Древнерусское государство) — Владимир Святославич, великий князь Киевский (978—1015)
  -  Новгородское княжество — Владимир Святославич, князь (970—988)
- Норвегия —
  - Свен I Вилобородый, король (986—995, 1000—1014)
  - Хакон Могучий, ярл (970—995)
- Папская область — Иоанн XV, папа римский (985—996)
- Польша — Мешко I, князь (960—992)
- Португалия — Гонсало I Менендес, граф (ок. 950 — 997)
- Священная Римская империя —
  - Оттон III, король Германии и Италии (983—996)
  - Феофано, регент (983—991)
  - Австрийская (Восточная) марка — Леопольд I, маркграф (976—994)
  - Бавария — Генрих II Строптивый, герцог (955—976, 985—995)
  - Верхняя Лотарингия — Тьерри I, герцог (978—1026)
  - Голландия — Дирк II, граф (ок. 939—988)
  - Иврейская марка — Конрад, маркграф (970 — ок. 990)
  - Каринтия — Генрих I, герцог (976 — 978, 985—989)
  - Люксембург — Зигфрид, граф (963—998)
  - Лужицкая (Саксонская Восточная) марка — Одо I, маркграф (965—993)
  - Мейсенская марка — Эккехард I, маркграф (985—1002)
  - Намюр — Альберт I, граф (ок. 974 — ок. 1011)
  - Нижняя Лотарингия — Карл I, герцог (977—991)
  - Монферрат — Оттоне I, маркграф (969—991)
  - Саксония — Бернхард I, герцог (973—1011)
  - Северная марка — Лотарь III фон Вальбек, маркграф (985—1003)
  - Сполето — Тразимунд IV, герцог (982—989)
  - Тосканская марка — Уго I, маркграф (962—1001)
  - Чехия — Болеслав II Благочестивый, князь (ок. 967—999)
  - Швабия — Конрад I, герцог (983—997)
  - Штирия (Карантанская марка) — Маркварт, маркграф (970—1000)
  - Эно (Геннегау) — Готфрид I, граф (974—998)
- Сицилийский эмират — Абдуллах ибн Мухаммад аль-Кальби, эмир (985—989)
- Уэльс —
  - Гвент —
    - Родри ап Элисед, король (983—1015)
    - Грифид ап Элисед, король (983—1015)

  - Гвинед — Маредид ап Оуэн, король (986—999)
  - Гливисинг — Идваллон ап Морган, король (974—990)
  - Дехейбарт —
    - Оуэн ап Хивел, король (950—987)
    - Маредид ап Оуэн, король (987—999)
- Хорватия — Степан Држислав, король (969—997)
- Швеция — Эрик VI, король (ок. 970—995)
- Шотландия (Альба) — Кеннет II, король (971—995)

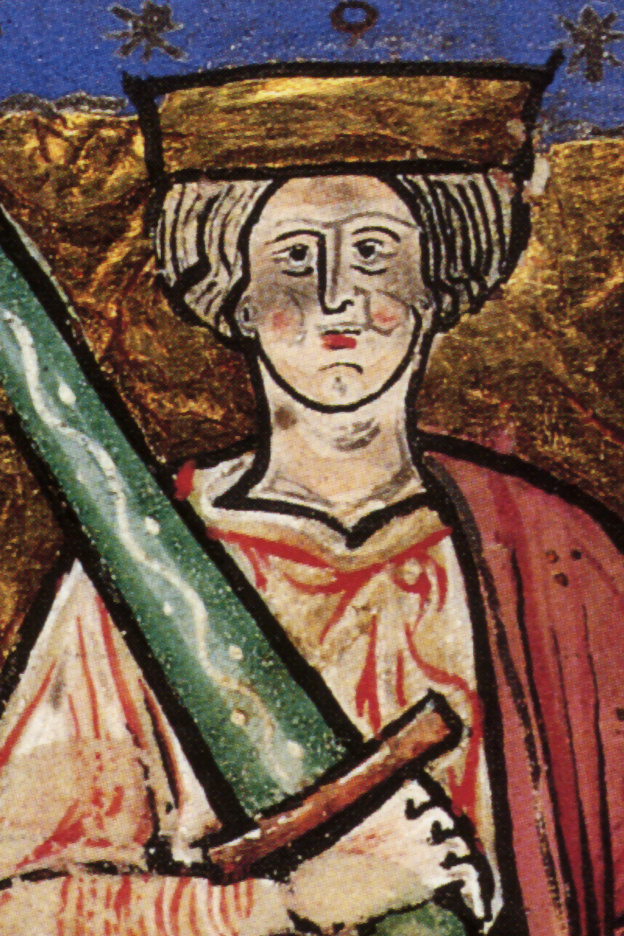
Этельред II Неразумный 978—1013, 1014—1016 Король Англии
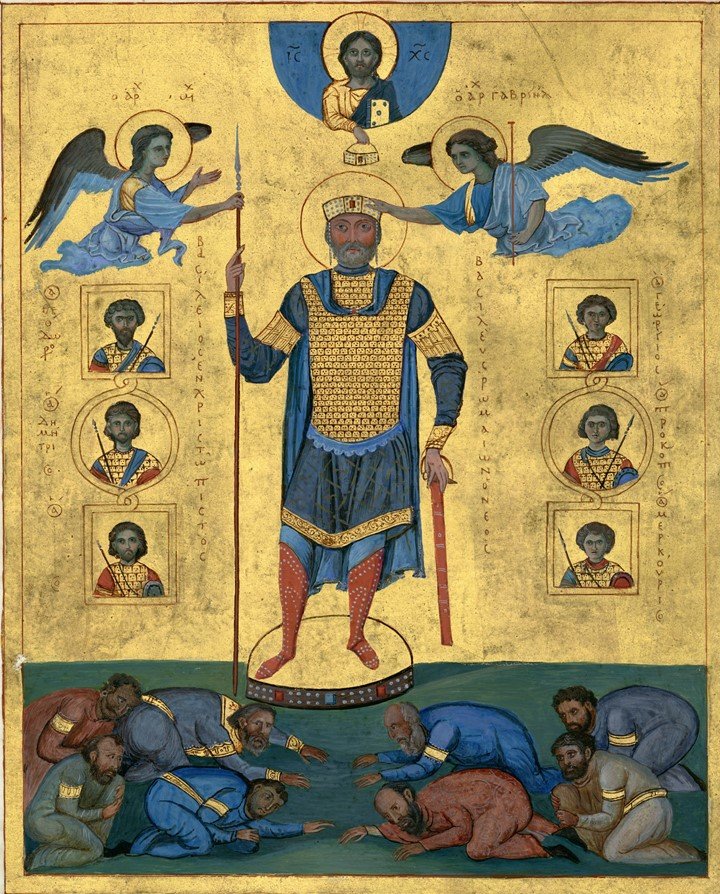
Василий II Болгаробойца 976—1025 Император Византии
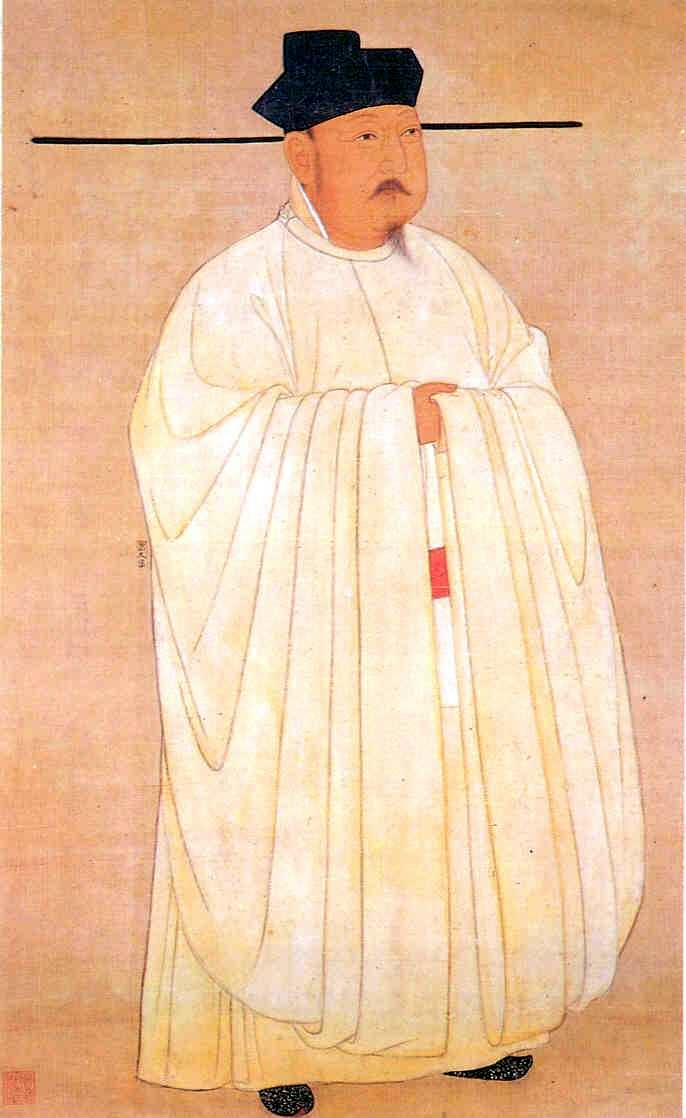
Тай-цзун 976—997 Император Китая
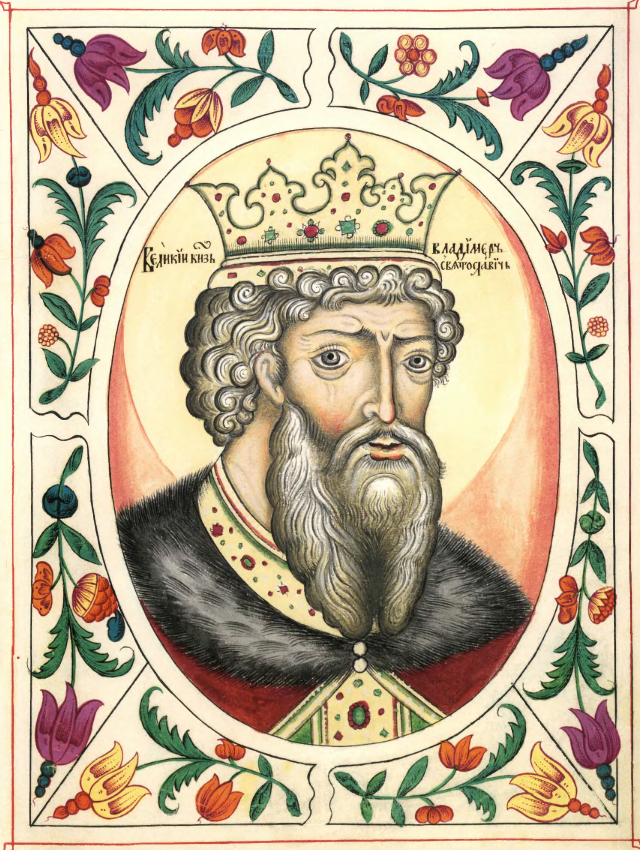
Владимир Святославич 978—1015 Великий князь Киевский
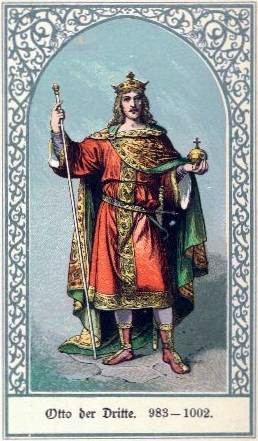
Оттон III 983—996 Король Германии и Италии
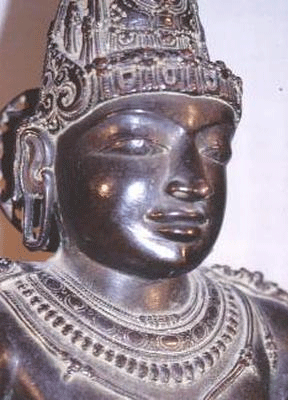
Раджараджа Чола I Великий 985—1014 Махараджа Чола
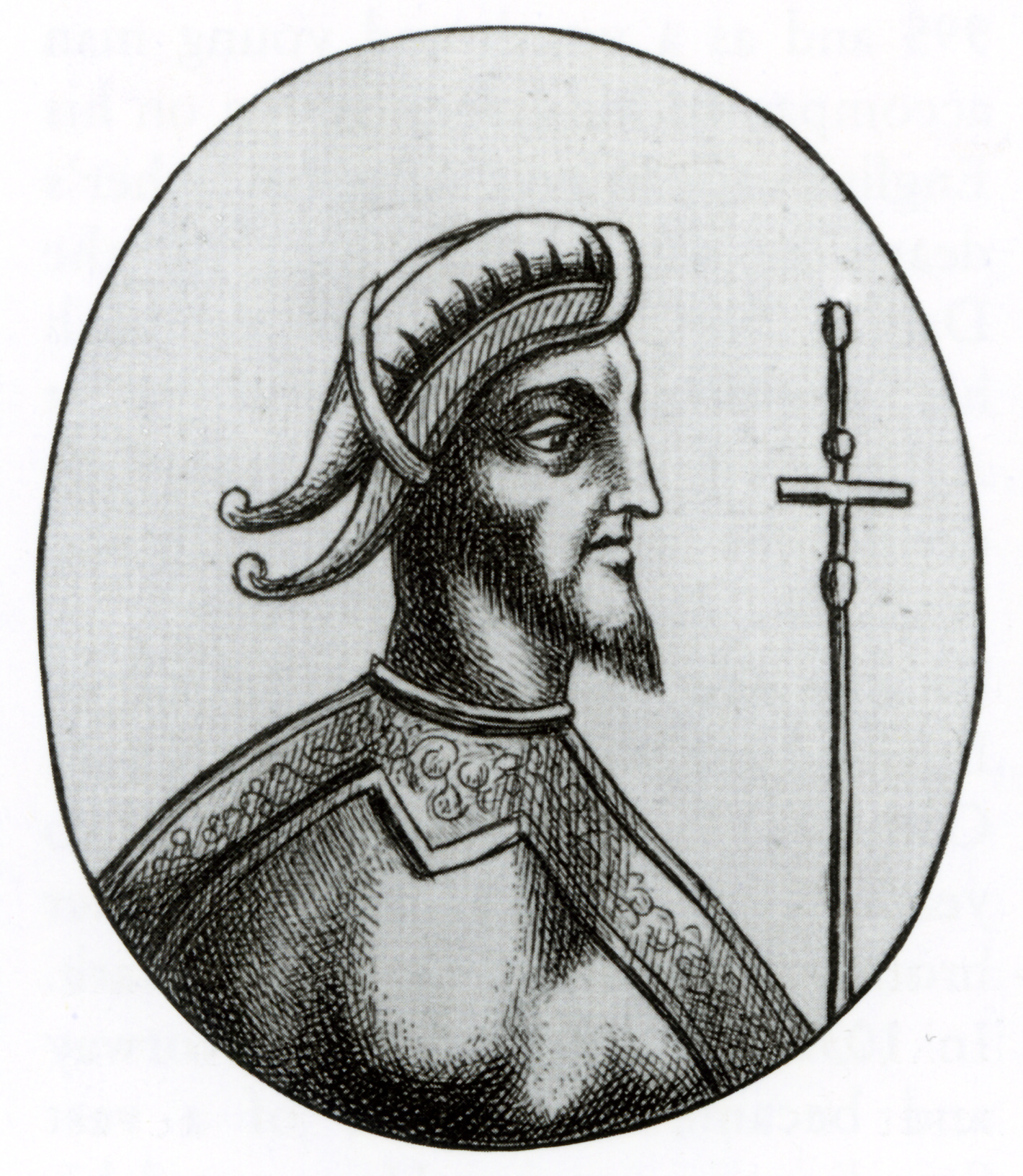
Свен I Вилобородый 987—1014 Король Дании и Норвегии
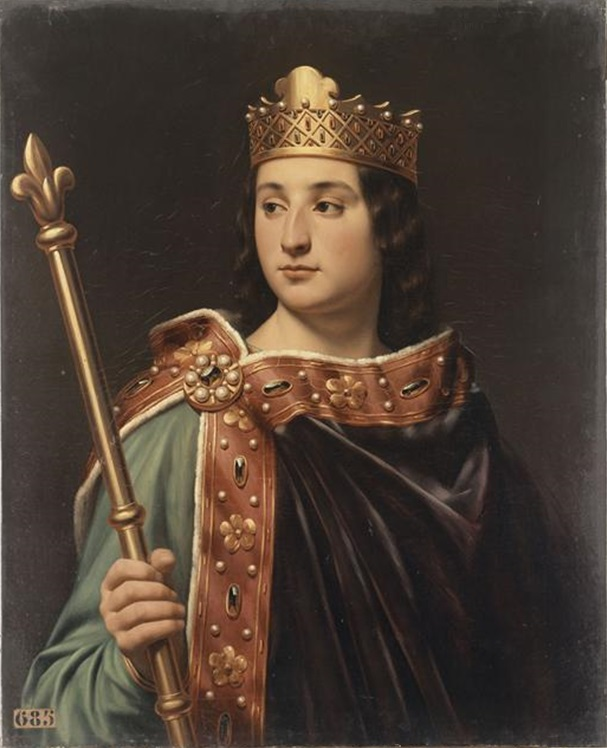
Людовик V Ленивый 986—987 Король Западно-Франкского королевства
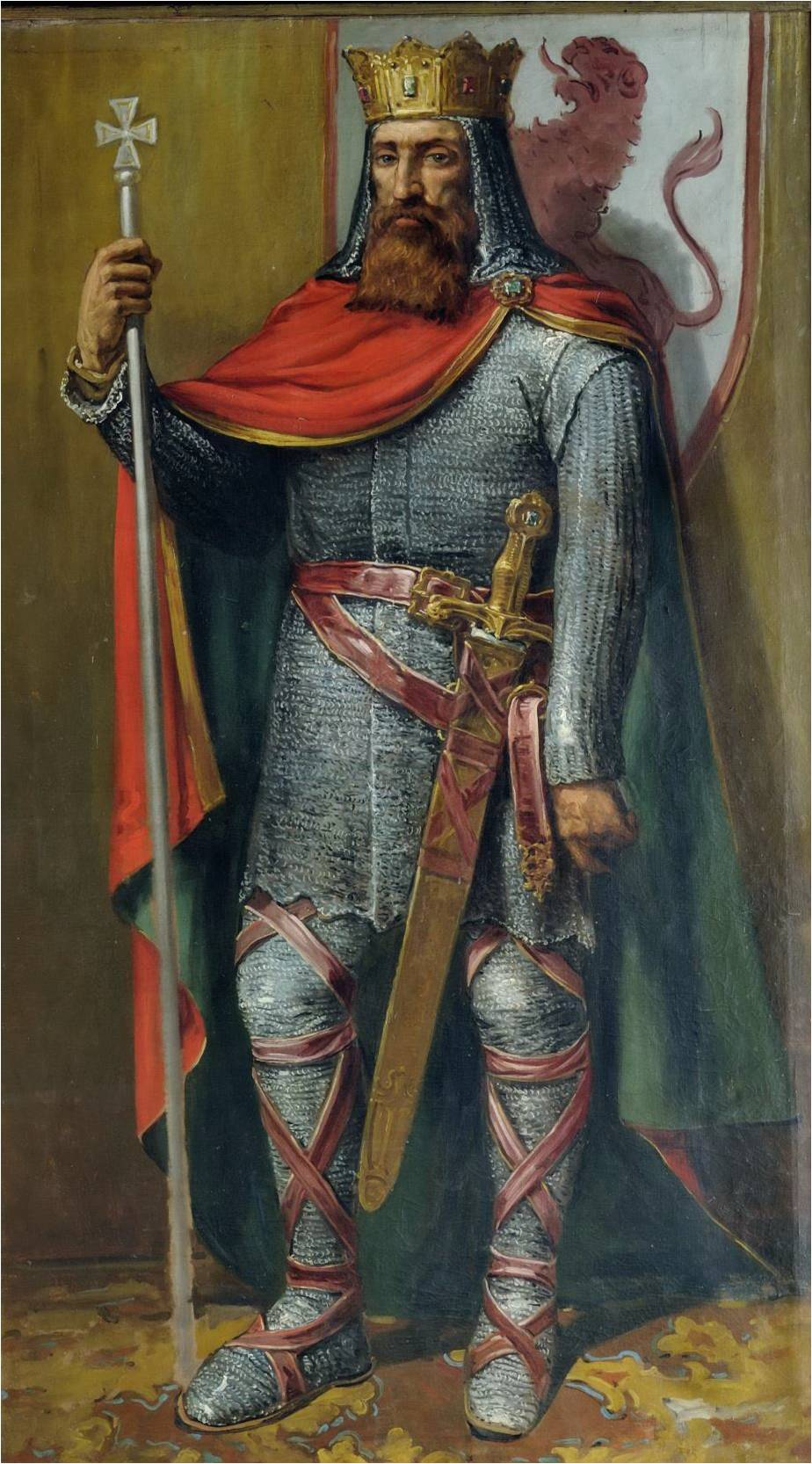
Бермудо II Подагрик 984—999 Король Леона
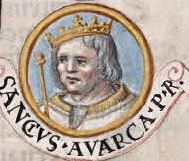
Санчо II Абарка 970—994 Король Наварры
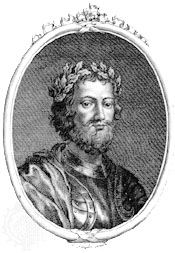
Кеннет II 971—995 Король Шотландии
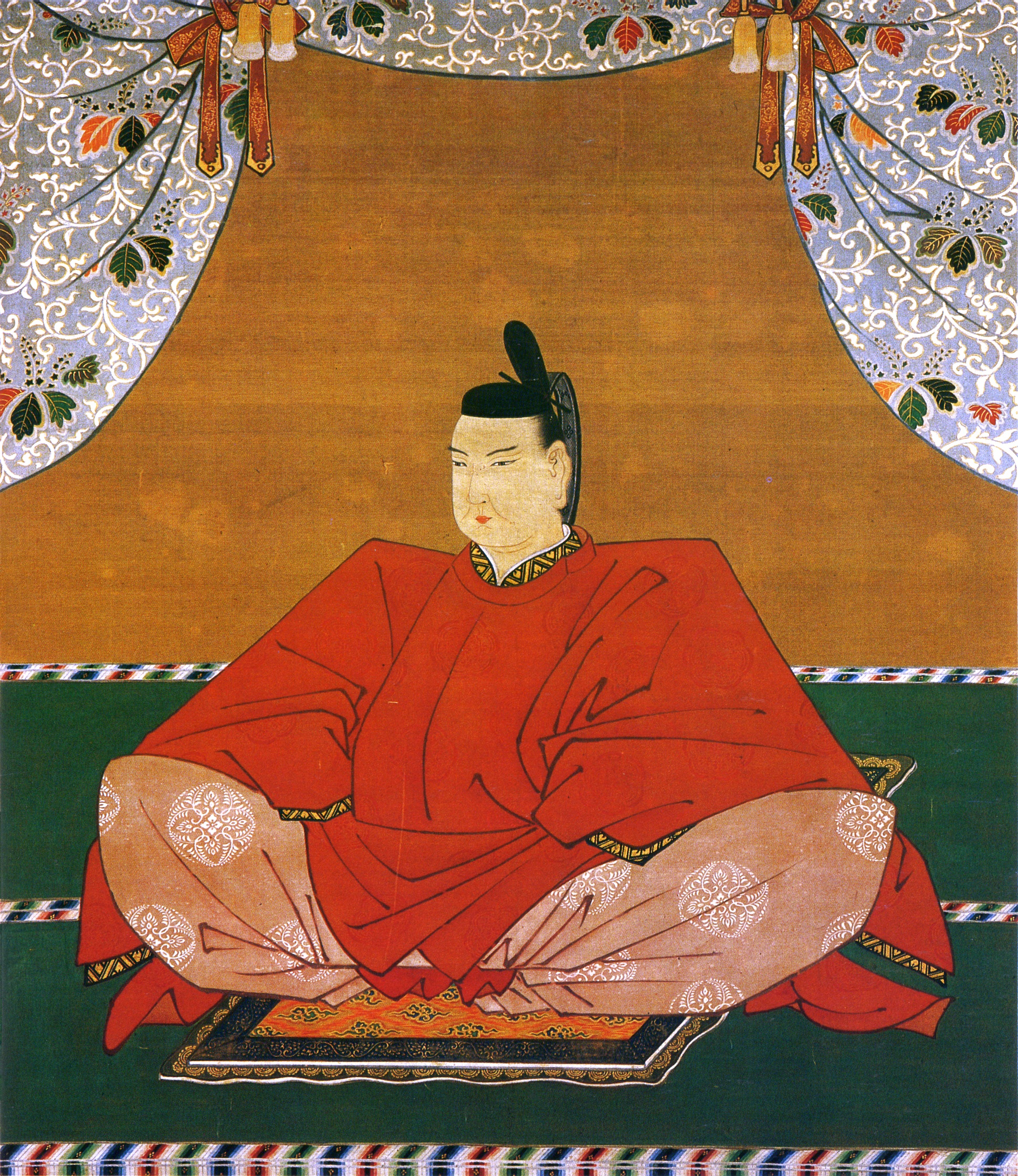
Итидзё 986—1011 Император Японии
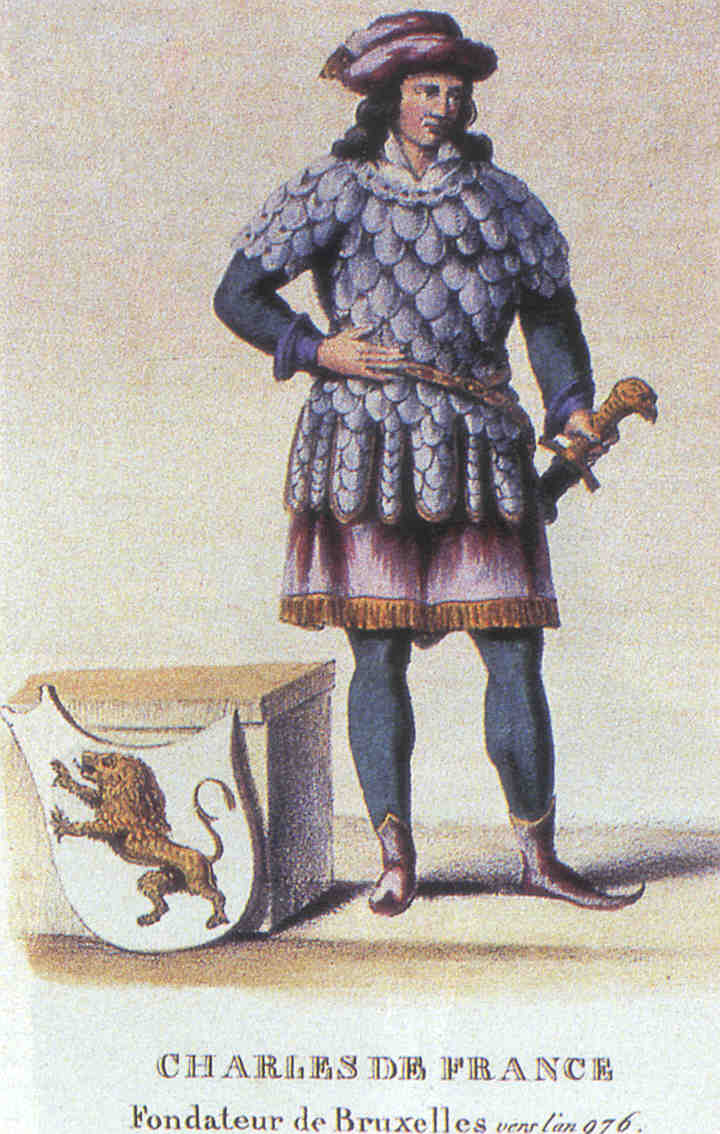
Карл I 976—991 Герцог Нижней Лотарингии
Баграт III 978—1008 Царь Абхазии
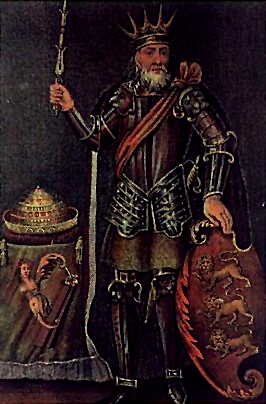
Бриан Бору 978—1014 Король Мунстера
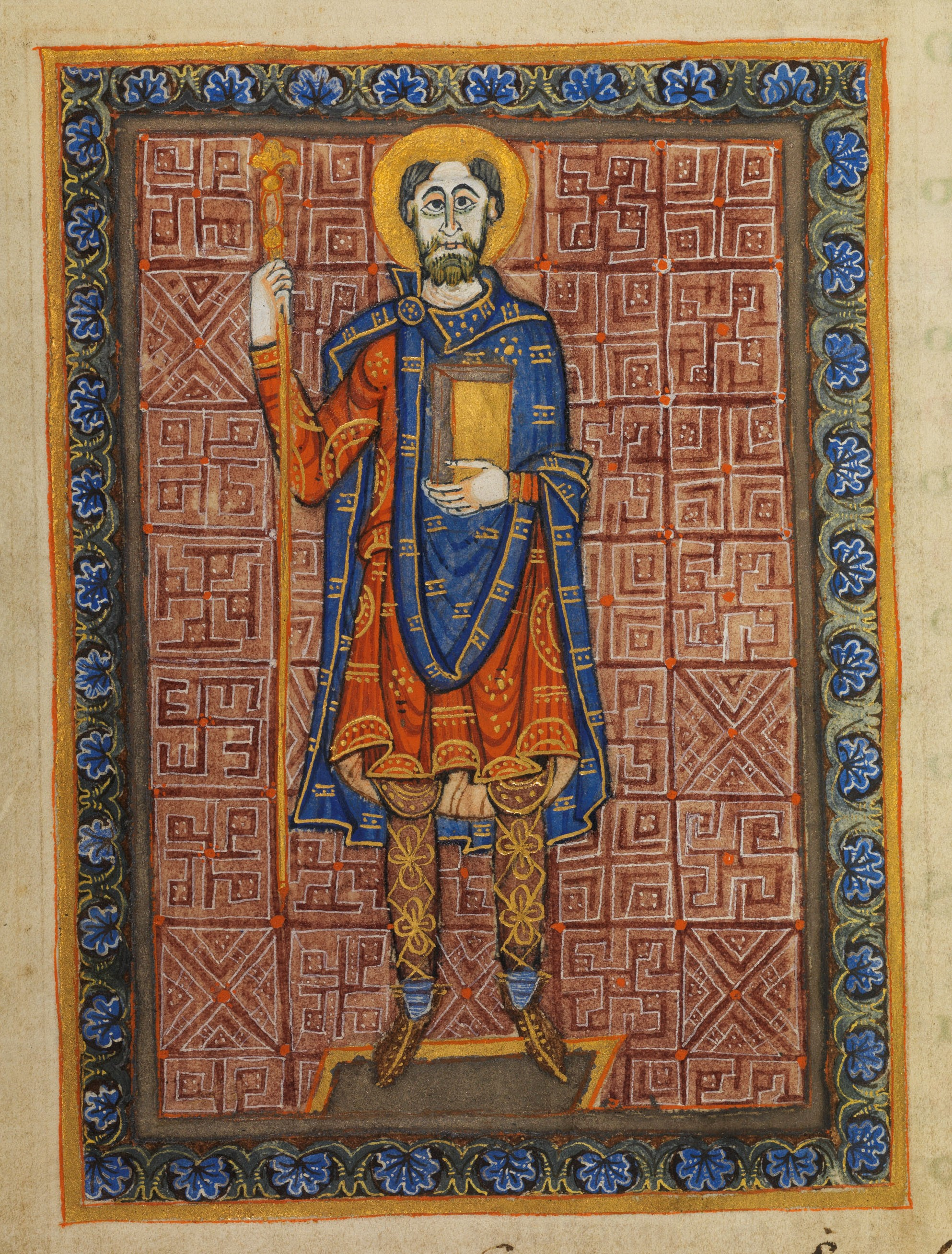
Генрих II Строптивый 985—995 Герцог Баварский
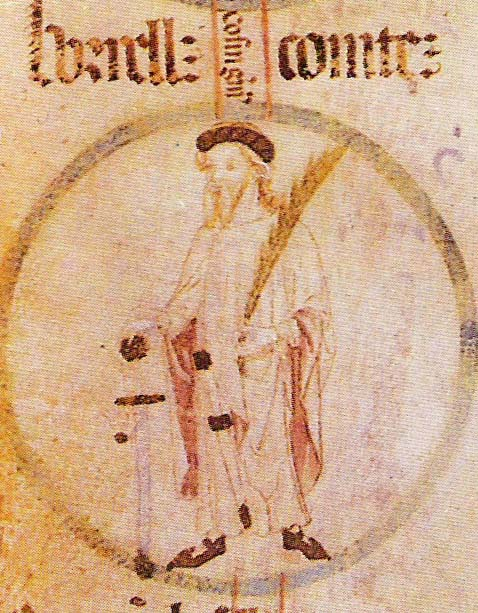
Боррель II 947—992 Граф Барселоны
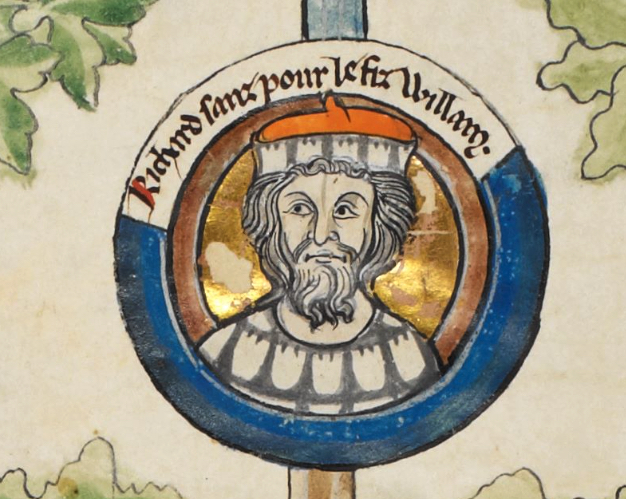
Ричард I Бесстрашный 942—996 Герцог Нормандии
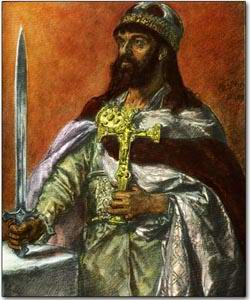
Мешко I 960—992 Князь Польши
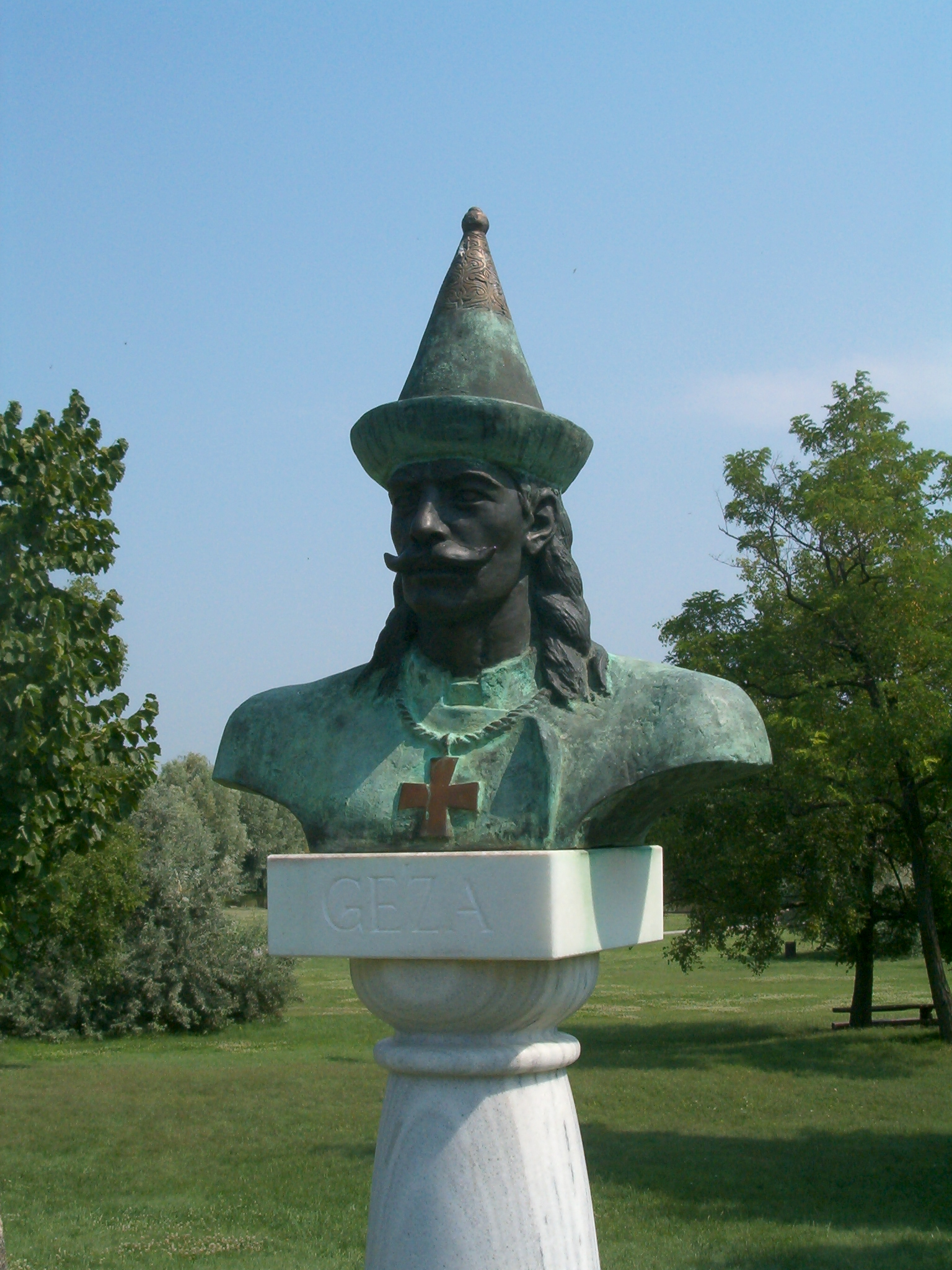
Геза 972—997 Князь Венгрии
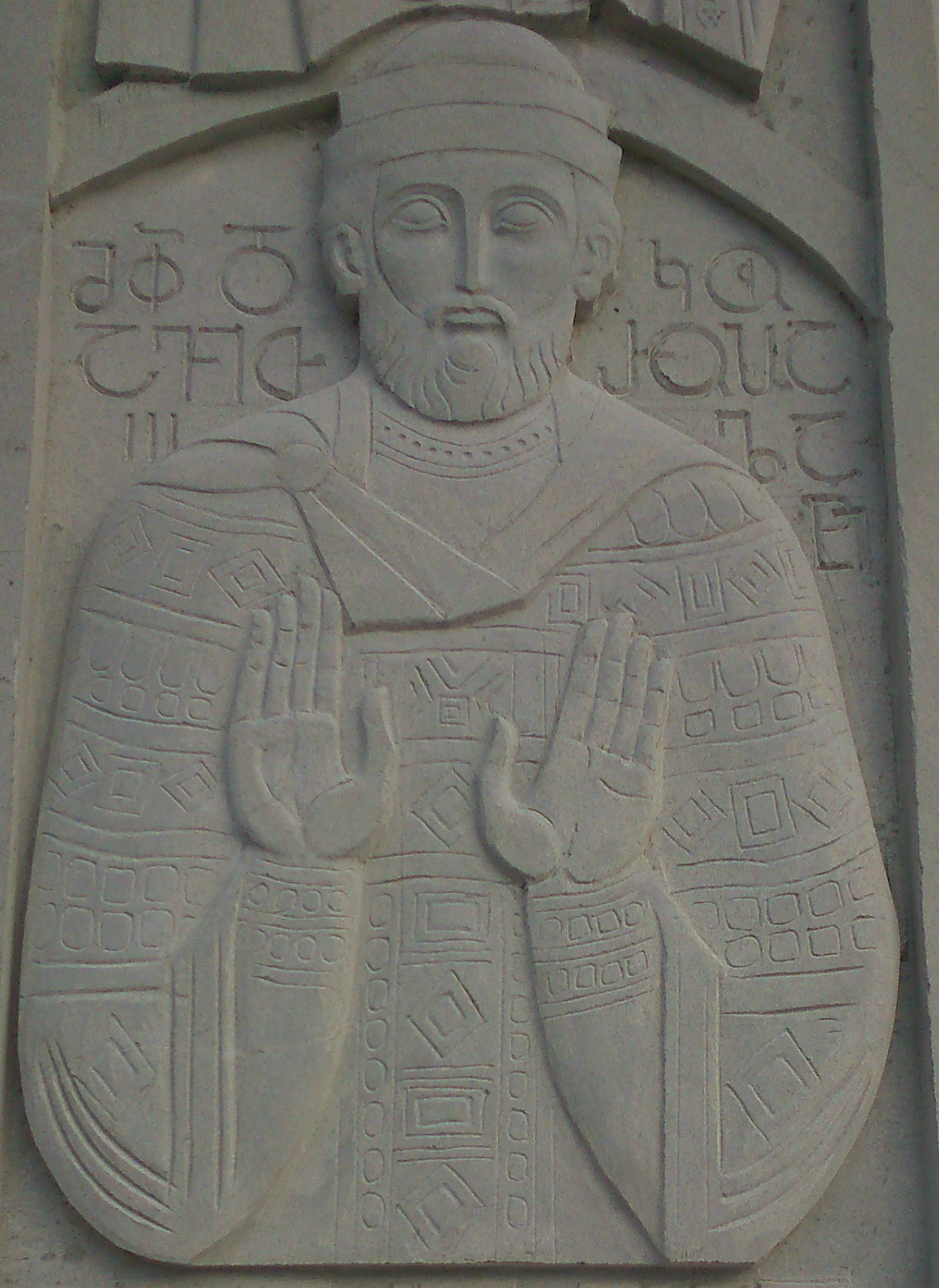
Давид III Великий 966—1000 Куропалат Тао-Кларджети
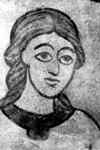
Болеслав II Благочестивый 967—999 Князь Чехии
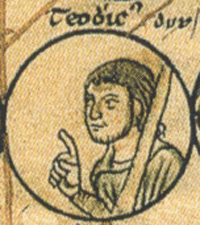
Тьерри I 978—1026 Герцог Верхней Лотарингии
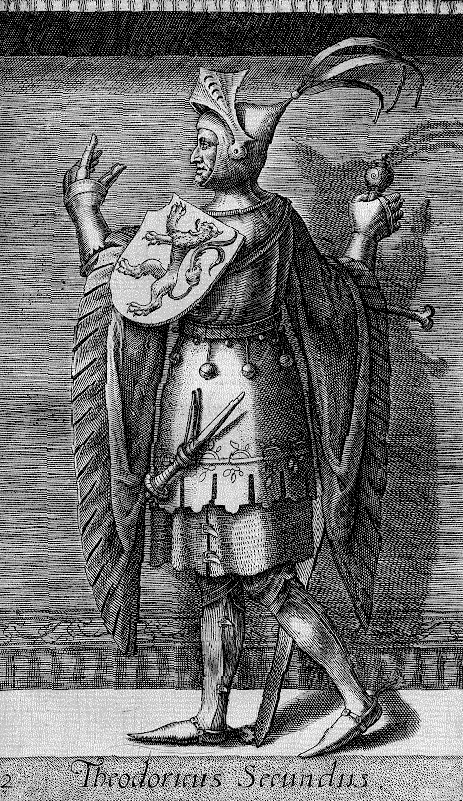
Дирк II 939—988 Граф Голландии
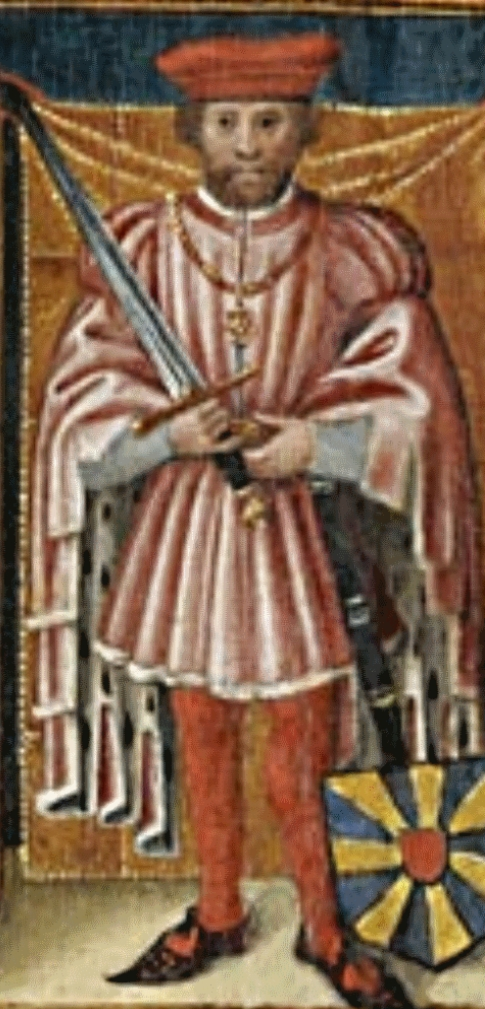
Арнульф II 965—987 Граф Фландрский
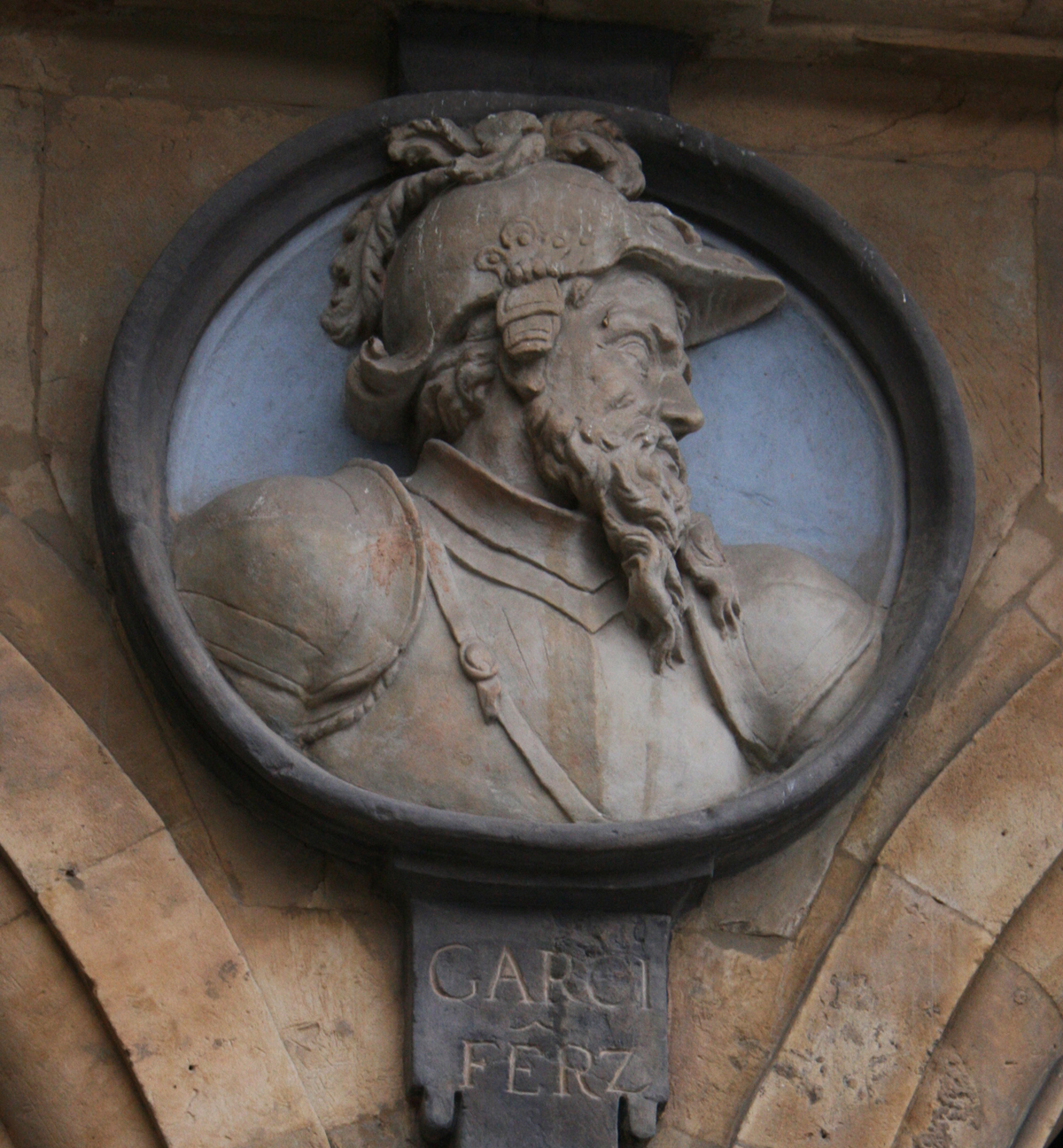
Гарсиа Фернандес 970—995 Граф Кастилии
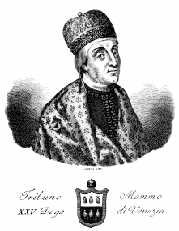
Трибуно Меммо 979—991 Дож Венеции
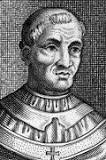
Иоанн XV 985—996 Папа римский